# Wiener-Dog
Wiener-Dog è un film del 2016 scritto e diretto da Todd Solondz, e interpretato da Greta Gerwig, Julie Delpy, Kieran Culkin, Zosia Mamet, Danny DeVito, Ellen Burstyn e Tracy Letts.

## Trama
Quattro storie, tutte collegate tra loro da un bassotto.

## Produzione
Il 23 ottobre 2014 THR ha riportato che Todd Solondz avrebbe scritto e diretto una commedia intitolata Wiener-Dog, e che due degli interpreti del film sarebbero stati Julie Delpy e Greta Gerwig. Il 24 giugno 2015 è stato annunciato il cast completo del film, comprendente Brie Larson, Kieran Culkin, Zosia Mamet, Danny DeVito, Ellen Burstyn e Tracy Letts.
La fotografia del film, le cui riprese del film sono iniziate il 24 giugno 2015 a New York, è stata curata da Edward Lachman, mentre la colonna sonora è stata composta da James Lavino.

## Distribuzione
Nel dicembre del 2015 sono stati pubblicati due fotogrammi tratti dal film, tra cui uno con Gerwig. Il film è stato proiettato in anteprima mondiale il 22 gennaio 2016 al Sundance Film Festival. In seguito è stato mostrato al Seattle International Film Festival, il 29 maggio 2016.
Poco dopo la sua première al Sundance Film Festival, è stato annunciato che gli Amazon Studios avevano acquistato i diritti di distribuzione del film. Nell'aprile del 2016 è stato annunciato che IFC Films avrebbe affiancato Amazon nella distribuzione del film. Il film è uscito nelle sale cinematografiche statunitensi il 24 giugno 2016.

## Accoglienza
Wiener-Dog è stato accolto positivamente dalla critica cinematografica. Sul sito Rotten Tomatoes ha ottenuto il 79% di gradimento, sulla base di 14 recensioni, mentre su Metacritic ha ottenuto 73 punti su 100, sulla base di 9 recensioni.

## Riconoscimenti
- 2016 – Festival del cinema americano di Deauville
  - Premio della giuria
  - Premio della rivelazione Kiehl's